# Prvenstvo Jugoslavije u ragbiju 1978.
Prvenstvo Jugoslavije u ragbiju za sezonu 1977./78. je četvrti put zaredom osvojila momčad Zagreba.

## A grupa
| poz. | klub           | ut. | pob. | rem. | por. | poeni  | bod. |
| ---- | -------------- | --- | ---- | ---- | ---- | ------ | ---- |
| 1.   | Zagreb         | 6   | 6    | 0    | 0    | 172:65 | 18   |
| 2.   | Dinamo Pančevo | 6   | 4    | 0    | 2    | 137:33 | 14   |
| 3.   | Nada Split     | 6   | 2    | 0    | 4    | 60:94  | 10   |
| 4.   | Zenica         | 6   | 0    | 0    | 6    | 46:223 | 6    |

## B grupa
| poz. | klub                  | ut. | pob. | rem. | por. | poeni  | bod. |
| ---- | --------------------- | --- | ---- | ---- | ---- | ------ | ---- |
| 5.   | Energoinvest Makarska | 4   | 3    | 1    | 0    | 56:16  | 11   |
| 6.   | Partizan Beograd      | 4   | 2    | 1    | 1    | 88:18  | 5    |
| 7.   | Student Sisak         | 4   | 0    | 0    | 4    | 13:123 | 4    |